# Venrays Museum
Het Venrays Museum is een cultuurhistorisch museum in Venray, in de Nederlandse provincie Limburg, waarin de geschiedenis rondom deze plaats wordt verteld. Het museum is ondergebracht in "De Borggraaf", het Huys van Venray.

## Exposities
Het museum heeft een collectie waarin het culturele erfgoed van Venray en omgeving wordt gepresenteerd. De vaste tentoonstelling vertelt het verhaal van de mens in Venray en omgeving. In de wisseltentoonstellingen wordt telkens een ander verhaal uit de regio belicht. Het bekendste object in de collectie is de ‘Danser van Wanssum' een kleine platte steen waarin een figuur is gegraveerd die aan een danser doet denken. De prehistorische gravure is waarschijnlijk duizenden jaren oud.

## Het gebouw
Het Venrays Museum is gevestigd in "De Borggraaf". Het gebouw is nieuwbouw en in december 2016 opgeleverd. Het bestaat uit stadshuizen aan de Eindstraat en appartementen aan het Mgr. Goumansplein, waarbij op de begane grond het Venrays museum is gevestigd.
De ingang van het museum ligt aan het Mgr. Goumansplein nr. 1, tegenover de Sint-Petrus'-Bandenkerk (de Grote Kerk).